# Perlovska
Il Perlovska (in bulgaro: Перловска река) è un torrente della valle di Sofia, affluente dell'Iskăr, che scorre nella provincia di Sofia, nella Bulgaria centro-occidentale. Il celebre ponte delle Aquile attraversa questo corso d'acqua.

## Descrizione
Nasce dalle pendici settentrionali del monte Vitoša presso il sobborgo di Dragalevci ed entra dentro il tessuto urbano di Sofia attraverso il Parco Sud. Successivamente scorre verso nord-est in un letto completamente canalizzato, dividendo in due carreggiate il viale Evlogi e Hristo Georgiev. Dopo aver lambito la parte orientale del centro storico della capitale bulgara, bagna il quartiere di Podujane, riceve il suo principale affluente, il Vladajska ed infine sfocia nell'Iskăr.